# HexChat
HexChat je odjemalec za IRC, ki se je leta 2012 odcepil od XChat. Ima izbiro med dokumentnim vmesnikom z zavihki ali drevesnim vmesnikom, podporo za več strežnikov in mnoge konfiguracijske možnosti. Na voljo sta bili tako različica ukazne vrstice kot grafična različica.
Odjemalec deluje v operacijskih sistemih, podobnih Unixu, številne distribucije Linuxa pa vključujejo pakete v svojih skladiščih.

## Zgodovina
Projekt XChat-WDK (XChat Windows Driver Kit) se je začel leta 2010 in je bil prvotno samo za MS Windows. Prvotni cilj projekta je bila združitev z XChat, vendar se je od zgolj odpravljanja napak v sistemu MS Windows razvil do dodajanja novih funkcij. Začelo se je zdeti smiselno podpirati več platform kot MS Windows. 6. julija 2012 je XChat-WDK uradno spremenil svoje ime v HexChat.